# Lutjanus colorado
Lutjanus colorado es una especie de peces de la familia Lutjanidae en el orden de los Perciformes.

## Morfología
• Los machos pueden llegar alcanzar los 91 cm de longitud total.

## Alimentación
Come invertebrados y peces hueso.

## Hábitat
Es un pez de mar de clima subtropical y asociado a los  arrecifes de coral que vive hasta 70 m de profundidad.

## Distribución geográfica
Se encuentra desde el sur de California (Estados Unidos) hasta Panamá.

## Uso comercial
Se comercializa fresco o congelado.